# Доширак
«Доширак» (від кор. 도시락, МФА [to̞ɕʰiɾa̠k̚], означає «коробка для сніданку», «ланчбокс») — торгова марка продуктів швидкого приготування, продається в Росії, деяких країнах СНД, а також у Латвії. Продукція випускається компанією «Корея Якулт» (з 2012 відокремилася від неї компанією Палдо).